# Douglas Kenney
Pour les articles homonymes, voir Kenney.
Douglas Kenney est un scénariste, acteur et producteur américain né le 10 décembre 1946 à West Palm Beach, Floride (États-Unis), décédé des suites d'une chute le 27 août 1980 à Kauai (Hawaii).
Il est cofondateur du magazine National Lampoon. En 2018, l'acteur Will Forte joue le rôle de Douglas Kenney dans le film biographique de David Wain A Futile and Stupid Gesture qui relate de manière humoristique la montée en célébrité et les déboires du scénariste.

## Filmographie

### comme scénariste
- 1973 : Lemmings (vidéo)
- 1978 : American College (Animal House)
- 1980 : Le Golf en folie (Caddyshack)

### comme acteur
- 1977 : Between the Lines : Doug Henkel
- 1978 : American College (Animal House) : Stork
- 1980 : Le Golf en folie (Caddyshack) : invité d'un dîner d'Al Czervik
- 1981 : Métal hurlant (Heavy Metal) : Regolian (voix)

### comme producteur
- 1980 : Le Golf en folie (Caddyshack)
- 1981 : Modern Problems